# Винная дорога Эльзаса

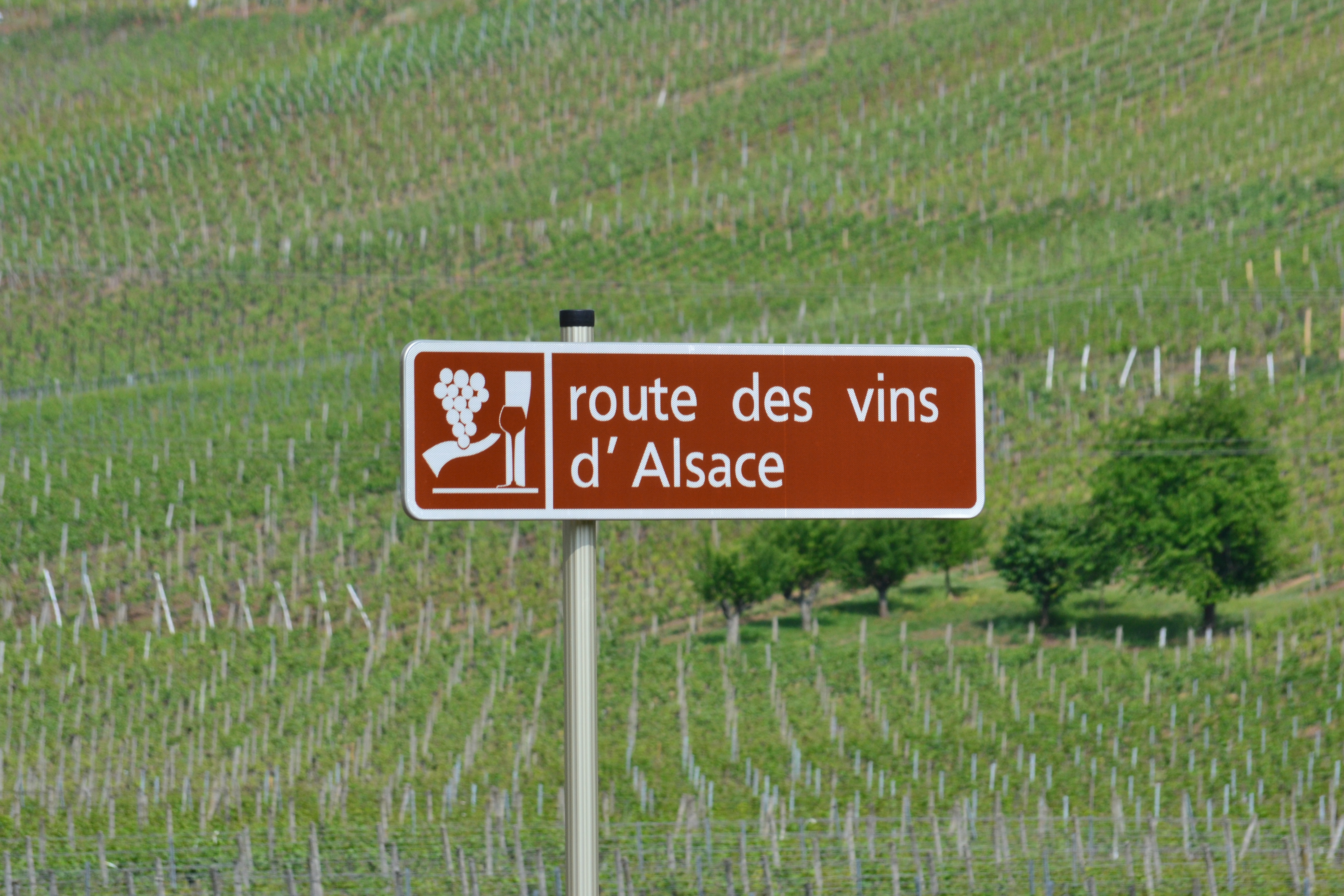
Указатель винного маршрута

Винная дорога Эльзаса (фр. Route des vins d'Alsace) — наиболее популярный винный маршрут во Франции, которым ежегодно пользуются порядка 1,5 млн туристов. Открыт в 1953 году как своего рода продолжение Германского винного пути в южном направлении. Служит популяризации вин Эльзаса.
Винный путь протянулся по территории Эльзаса на 170 километров и пересекает 67 населённых пунктов в департаментах Верхний Рейн и Нижний Рейн. В виноградниках, посещаемых туристами, представлены сорта белого винограда: рислинг (район Риквира), гевюрцтраминер, сильванер, пино-гри, мускат, пино-блан, а также чёрный виноград пино-нуар.